# مركز التحكيم التجاري لدول مجلس التعاون الخليجي

شعار مركز التحكيم التجاري لدول مجلس التعاون الخليجي.

مركز التحكيم التجاري لدول مجلس التعاون الخليجي هو مركز للتحيكم التجاري بين مواطني دول مجلس التعاون الخليجي فيما بينهم أو فيما بينهم وبين الآخرين وقد أُسس المركز في عام 1993م أثناء انعقاد مؤتمر القمة الرابع عشر لدول مجلس التعاون في الرياض، بدء نشاطه الفعلي عام 1995 انطلاقاً من عاصمة مملكة البحرين المنامة.